# Suvi Teräsniska
Suvi Pirjo Sofia Teräsniska (ur. 10 kwietnia 1989 w Kolari) – fińska piosenkarka. Do jej najbardziej znanych utworów zaliczają się m.in. „Hento kuiskaus” (fiń. „Cichy szept”) i „Jos menet pois” (fiń. „Jeżeli odejdziesz”). Wydała siedem albumów, z tego jeden z kolędami. Sześć z nich otrzymało co najmniej tytuł platynowej płyty. Piosenki piszą dla niej m.in. Jussi Rasinkangas, Toni Nygård, Petri Somer, Lasse Wikman, Jonne Aaron i Saija Aartela.

## Kariera
Suvi Teräsniska urodziła się w Kolari, ale w wieku siedmiu lat przeniosła się do Oulu. W dzieciństwie śpiewała w chórze „Musarit”. Jesienią 2005 roku kompozytor Jussi Rasinkangas nawiązał z nią kontakt i zaproponwał nagranie demo. Nagranie wysłano do kilku wytwórni, i Helsinki Music Company była zainteresowana zarówno piosenką jak i wykonawczynią. Późną jesienią wytwórnia zadeklarowała, że wyda jej pierwszy singiel. W roku 2006 Suvi Teräsniska nawiązała kontakt z Olli Lindholmem, frontmanem zespołu Yö i zaoferowała, że będzie śpiewać jako wokal wspierający, na co Lindholm się zgodził. Pierwszy singiel Suvi „Sanoja vaan” (”Tylko słowa”) został wydany w czerwcu 2007, w tym samym roku wyszły też dwa kolejne, „Valkoinen valhe” (”Białe kłamstwo”) i „Hei mummo” (”Hej babciu”).
Pierwszy album Särkyneiden sydänten tie (Droga złamanego serca) ukazał się w roku 2008. Z tego albumu wydano dwa single, „Hento kuiskaus”, i tytułową „Särkyneiden sydänten tie”. „Hento kuiskaus” odniósł wielki sukces i był grany w większości fińskich stacji radiowych. Był jedenastym pod względem popularności singlem w Finlandii. Album osiągnął również jedenastą pozycję i tytuł złotej płyty.
W roku 2009 ukazał się (także złoty) album świąteczny Tulkoon joulu (Niech przyjdą Święta) i singiel „Kylmät enkelit” (”Zimne anioły”). Wiosną 2009 Suvi Teräsniska wstąpiła do gimnazjum muzycznego im. Leevi Madetoja w Tampere i przeprowadziła się tam. W tym samym roku wygrała konkurs rozgłośni radiowej „Iskelmä” (fiń. szlagiery, przeboje) na najlepszego nowego wykonawcę szlagierów.
W 2010 roku wyszedł trzeci album Rakkaus päällemme sataa (Miłość jak deszcz), z którego pierwszym singlem było „Jos menet pois” (”Jeżeli odejdziesz”). Album zajął drugie miejsce w fińskim rankingu i tytuł podwójnej platynowej płyty. W tymże roku Teräsniska przeniosła się z powrotem do Oulu.
Teräsniska wzięła udział w Kuorosota (Bitwie chórów) kanału TV Nelonen w roku 2010, przewodnicząc chórowi z Oulu. Chór wygrał w finale z chórem z Pihtipudas, kierowanym przez Pete Parkkonen. Nagrodę w wysokości 40 000 euro chór podarował oddziałowi onkologii dziecięcej kliniki uniwersyteckiej w Oulu. Przedtem Teräsniska gościła w programach TV Kymppitonni, Tartu mikkiin i Kesäillan valssi.
W lutym 2011 Suvi Teräsniska wygrała galę przebojów w kategoriach kobiet, albumu roku i wykonawcy roku.

## Życie prywatne
Suvi Teräsniska jest mężatką, w lecie 2014 roku w starym kościele w Kolari wzięła ślub z Simo Aalto (który w jej zespole jest odpowiedzialny za dźwięk i światło). Para mieszka w Oulu.

## Zespół
- Suvi Teräsniska: wokal
- Matti Riekki: klawisze i wokal
- Mikko Leinonen: perkusja i wokal
- Vesa Karhula: gitara (od 2012)
- Jouko Isokangas: bas i wokal
- Jani Salomaa: inżynier dźwięku
- Simo Aalto: dźwięk i światło

Byli członkowie
- Juho Huuska: gitara i wokal (do 2012)

## Dyskografia
| Tytuł                        | Dane dot. albumu                                              | Pozycja na liście | Sprzedaż        | Certyfikat                |
| Tytuł                        | Dane dot. albumu                                              | FIN               | Sprzedaż        | Certyfikat                |
| ---------------------------- | ------------------------------------------------------------- | ----------------- | --------------- | ------------------------- |
| Särkyneiden sydänten tie     | - Data: 11 stycznia 2008 - Wydawca: HMC, WEA                  | 11                | - FIN: 41 tys.+ | - FIN: platynowa płyta    |
| Tulkoon joulu                | - Data: 6 listopada 2009 - Wydawca: HMC, WEA                  | 3                 | - FIN: 40 tys.+ | - FIN: 2x platynowa płyta |
| Rakkaus päällemme sataa      | - Data: 8 września 2010 - Wydawca: HMC, WEA                   | 2                 | - FIN: 47 tys.+ | - FIN: 2x platynowa płyta |
| Pahalta piilossa             | - Data: 26 października 2011 - Wydawca: HMC, WEA              | 3                 | - FIN: 28 tys.+ | - FIN: platynowa płyta    |
| Hän tanssi kanssa enkeleiden | - Data: 18 stycznia 2013 - Wydawca: Warner Music Finland, WEA | 1                 | - FIN: 29 tys.+ | - FIN: platynowa płyta    |
| Pohjantuuli                  | - Data: 1 listopada 2013 - Wydawca: Warner Music Finland, WEA | 1                 | - FIN: 26 tys.+ | - FIN: platynowa płyta    |
| Joulun henki                 | - Data: 7 listopada 2014 - Wydawca: Warner Music Finland      | 4                 |                 |                           |